# Lichenaula aethalodes
Lichenaula aethalodes är en fjärilsart som beskrevs av Turner 1902. Lichenaula aethalodes ingår i släktet Lichenaula och familjen plattmalar. Inga underarter finns listade i Catalogue of Life.